# Čitalnica
Čitalnica ili Kastavska čitalnica (poslije Hrvatska čitaonica), prva hrvatska čitaonica u Istri utemeljena u Kastvu 1866. godine.
Čitalnica je nastala u vrijeme hrvatskog i slovenskog čitaoničkog pokreta u Istri i na kvarnerskim otocima koji je započeo krajem 1860-ih. Po uzoru na čitaonice u Hrvatskoj služila je kao sastajalište inteligencije i maloga građanstva. U početku je imala i političku ulogu jer je bila mjesto dogovaranja o političkom i kulturno-prosvjetiteljskom djelovanju kojemu je svrha bila postići političku ravnopravnost s Talijanima u Istri i oduprijeti se postupku talijanske akulturacije i asimilacije hrvatskoga stanovništva.
Njezini istaknuti predstavnici i članovi bili su Vjekoslav Vlah, Antun Rubeša, Ernest Jelušić, Fran Bachmann, Andrija Marotti, te predstavnici istarskoga trolista Matko Laginja, Matko Mandić i Vjekoslav Spinčić.
Nakon osnutka Čitalnice u istom su desetljeću osnovane Čitaonica u Velom Lošinju (1867.) i Čitaonica u Puli (1869.), a potom i u drugim istarskim mjestima.

## Više informacija
- povijest Istre
- hrvatski narodni preporod u Istri
- čitaonički pokret